# Лафорест, Тай
Байрон Джозеф «Тай» Лафорест (англ. Byron Joseph «Ty» LaForest, 18 апреля 1917, Эдмундстон, Нью-Брансуик — 5 мая 1947, Арлингтон, Массачусетс) — американский бейсболист, игрок третьей базы. Выступал в Главной лиге бейсбола в составе «Бостон Ред Сокс» в сезоне 1945 года.

## Биография

### Ранние годы
Бирон Джозеф Лафорест родился 18 апреля 1917 года в Эдмундстоне. В 1921 году его семья переехала в окрестности Бостона, тогда же написание его имени изменили с Бирон (англ. Biron) на Байрон (англ. Byron). Его отец Генри работал автомехаником, а мать Мэри была домохозяйкой. Кроме Байрона в семье было ещё пятеро детей. Он окончил восьмилетнюю католическую школу в Уотертауне, после чего поступил в старшую школу Уолтема. От одноклассников Байрон получил прозвище Тай. В школе он начал играть в бейсбол, хотя ему говорили, что из-за своих антропометрических данных он вряд ли сможет стать профессионалом. Рост Лафореста составлял 5 футов 5 дюймов (примерно 165 см), а вес — 120 фунтов (около 54 кг).
На втором году обучения он бросил школу и вступил в Гражданский корпус охраны окружающей среды, в составе которого занимался тушением лесных пожаров. После Байрон устроился на работу на склад, в свободное время играя за полупрофессиональную команду из Линна. Он пробовал себя в профессиональном боксе, но оставил это занятие после женитьбы в октябре 1941 года. Несколько лет Тай играл в бейсбол в Бостонской парковой лиге (англ. Boston Park League) и безуспешно пытался пройти просмотр в команде Главной лиге бейсбола. Шанс проявить себя Лафорест получил в конце 1942 года, когда его заметил скаут «Ред Сокс» Джо Дуган, искавший игроков для замены призванных на военную службу. Сам он получил категорию 4F из-за перфорации барабанной перепонки и призыву не подлежал.

### Профессиональная карьера
В декабре 1942 года Тай подписал контракт с клубом и был отправлен в команду Восточной лиги «Скрантон Майнерс». В сезоне 1943 года он сыграл за команду в 62 матчах, пропустив вторую часть чемпионата из-за травмы ноги. Весной следующего года Лафорест получил приглашение на сборы главной команды «Ред Сокс», проходившие в Медфорде. После предсезонной подготовки он снова уехал играть за «Майнерс». В чемпионат Восточной лиги 1944 года Тай отбивал с показателем 29,6 % и стал лучшим по числу украденных баз. По итогам голосования главных тренеров команд он вошёл в сборную всех звёзд лиги на позиции аутфилдера.
Перед стартом сезона 1945 года Тай был переведён в «Луисвилл Колонелс» из AA-лиги, последней ступени перед Главной лигой бейсбола. Он провёл за команду 91 игру, выходя на поле на всех позициях, кроме первой базы. В игре с Миннеаполис Миллерс, 14 мая 1945 года, он реализовал все шесть своих выходов на биту, установив рекорд Американской ассоциации. Тай был приглашён на Матч всех звёзд лиги, а затем переведён в основной состав «Бостона». Он дебютировал 4 августа в игре с «Вашингтон Сенаторз». До конца сезона Лафорест сыграл в 52 матчах, большую часть из которых провёл в качестве игрока третьей базы. Спортивный журналист Фред Либ писал о нём, как о будущем команды, но затем начали возвращаться игроки, уходившие в армию, и тренерский штаб «Ред Сокс» отправил Тая обратно в «Луисвилл».
В 1946 году Лафорест сыграл пятьдесят два матча в составе «Колонелс» и пятьдесят три за «Торонто Мэйпл Лифс». В конце сезона его вернули в «Ред Сокс», но на поле он так и не появился. Зимой Тай заболел пневмонией. Не восстановившись после болезни, он отправился в тренировочный лагерь «Сан-Антонио Мишнс», куда его продали в межсезонье. Через три дня Тай перенёс сердечный приступ и был госпитализирован. Спустя восемь дней он выписался и поехал обратно в Бостон, но по пути попал в больницу в Арлингтоне. 5 мая 1947 года Тай Лафорест скончался, причиной смерти стала застойная сердечная недостаточность.